# Élections législatives de 2007 dans l'Essonne
Les élections législatives françaises de 2007 se déroulent les 10 et 17 juin 2007. Dans le département de l'Essonne, dix députés sont à élire dans le cadre de dix circonscriptions.

## Élus
Avant les élections, le département de l’Essonne était représenté à l’Assemblée nationale par dix députés dont six adhérents de l’Union pour un mouvement populaire, trois adhérents du Parti socialiste et un Divers droite.
À l’issue du scrutin, les forces en présence ne varièrent pas avec toujours trois élus socialistes, six élus UMP, seule variante, l’élu précédemment divers droite rejoignit la Majorité présidentielle en adhérant au Parti radical et un élu de l’UMP quitta cette même majorité en créant le nouveau parti Debout la République.
| Circonscription | Député sortant                                                | Parti | Parti         | Député élu ou réélu        | Parti | Parti |
| --------------- | ------------------------------------------------------------- | ----- | ------------- | -------------------------- | ----- | ----- |
| 1re             | Manuel Valls                                                  |       | PS            | Manuel Valls               |       | PS    |
| 2e              | Franck Marlin                                                 |       | Divers droite | Franck Marlin              |       | UMP   |
| 3e              | Geneviève Colot                                               |       | UMP           | Geneviève Colot            |       | UMP   |
| 4e              | Nathalie Kosciusko-Morizet suppléante de Pierre-André Wiltzer |       | UMP           | Nathalie Kosciusko-Morizet |       | UMP   |
| 5e              | Pierre Lasbordes                                              |       | UMP           | Pierre Lasbordes           |       | UMP   |
| 6e              | François Lamy                                                 |       | PS            | François Lamy              |       | PS    |
| 7e              | Jean Marsaudon                                                |       | UMP           | Jean Marsaudon             |       | UMP   |
| 8e              | Nicolas Dupont-Aignan                                         |       | UMP           | Nicolas Dupont-Aignan      |       | DLR   |
| 9e              | Georges Tron                                                  |       | UMP           | Georges Tron               |       | UMP   |
| 10e             | Julien Dray                                                   |       | PS            | Julien Dray                |       | PS    |

## Résultats

### Résultats à l'échelle du département
Répartition départementale des résultats (2e tour).
- UMP et Divers droite (50,83 %)
- PS (49,17 %)

| Parti                                       | Parti                                   | Premier tour | Premier tour | Second tour | Second tour | Sièges |
| Parti                                       | Parti                                   | Voix         | %            | Voix        | %           | Sièges |
| ------------------------------------------- | --------------------------------------- | ------------ | ------------ | ----------- | ----------- | ------ |
|                                             | Union pour un mouvement populaire       | 179 393      | 39,65        | 171 659     | 50,83       | 6      |
|                                             | Divers droite                           | 26 051       | 5,76         |             |             | 1      |
|                                             | Mouvement pour la France                | 3 819        | 0,84         | 0           |             |        |
|                                             | Majorité présidentielle                 | 209 263      | 46,25        | 171 659     | 50,83       | 7      |
|                                             |                                         |              |              |             |             |        |
|                                             | Parti socialiste                        | 123 662      | 27,33        | 166 021     | 49,17       | 3      |
|                                             | Parti communiste français               | 17 017       | 3,76         |             |             | 0      |
|                                             | Les Verts                               | 15 241       | 3,37         | 0           |             |        |
|                                             | Divers gauche dont MRC                  | 3 239        | 0,72         | 0           |             |        |
|                                             | Gauche parlementaire                    | 159 159      | 35,18        | 166 021     | 49,17       | 3      |
|                                             |                                         |              |              |             |             |        |
|                                             | UDF–Mouvement démocrate                 | 44 720       | 9,88         |             |             | 0      |
|                                             | Front national                          | 15 961       | 3,53         | 0           |             |        |
|                                             | Extrême gauche dont LCR, LO, SÉGA et PT | 14 841       | 3,28         | 0           |             |        |
|                                             | Divers écologiste dont LT-LNÉ et GÉ     | 4 368        | 0,97         | 0           |             |        |
|                                             | Divers                                  | 2 612        | 0,58         | 0           |             |        |
|                                             | Mouvement national républicain          | 1 552        | 0,34         | 0           |             |        |
|                                             |                                         |              |              |             |             |        |
| Inscrits                                    | Inscrits                                | 748 594      | 100,00       | 591 137     | 100,00      | 10     |
| Abstentions                                 | Abstentions                             | 290 600      | 38,82        | 244 831     | 41,42       |        |
| Votants                                     | Votants                                 | 457 994      | 61,18        | 346 306     | 58,58       |        |
| Blancs et nuls                              | Blancs et nuls                          | 5 518        | 1,2          | 8 626       | 2,49        |        |
| Exprimés                                    | Exprimés                                | 452 476      | 98,8         | 337 680     | 97,51       |        |
| Source : Ministère de l'Intérieur - Essonne |                                         |              |              |             |             |        |

### Résultats par circonscription

#### Première circonscription (Évry - Corbeil-Essonnes)
| Candidat                          | Candidat                   | Parti                  | Premier tour | Premier tour | Second tour | Second tour |
| Candidat                          | Candidat                   | Parti                  | Voix         | %            | Voix        | %           |
| --------------------------------- | -------------------------- | ---------------------- | ------------ | ------------ | ----------- | ----------- |
|                                   | Manuel Valls sortant réélu | PS                     | 15 337       | 41,30        | 21 523      | 60,12       |
|                                   | Cristela de Oliveira       | UMP                    | 11 790       | 31,75        | 14 279      | 39,88       |
|                                   | Nathalie Boulay-Laurent    | UDF–MoDem              | 2 858        | 7,70         |             |             |
|                                   | Huguette Fatna             | FN                     | 1 413        | 3,80         |             |             |
|                                   | Mourad Saadi               | Divers                 | 1 181        | 3,18         |             |             |
|                                   | Hervé Pérard               | Les Verts              | 1 075        | 2,89         |             |             |
|                                   | Frédéric Bourges           | PCF                    | 1 051        | 2,83         |             |             |
|                                   | Francis Couvidat           | Extrême gauche (LCR)   | 867          | 2,33         |             |             |
|                                   | Bernard Beaudet            | app. UMP               | 692          | 1,86         |             |             |
|                                   | Bernadette Lamiscarre      | Divers écologiste (GÉ) | 295          | 0,79         |             |             |
|                                   | Jean Camonin               | Extrême gauche (LO)    | 240          | 0,65         |             |             |
|                                   | Christine Danquigny        | Extrême gauche (PT)    | 115          | 0,31         |             |             |
|                                   | Abou Nije                  | Divers                 | 110          | 0,30         |             |             |
|                                   | Simon Qûé Gomis            | Divers                 | 58           | 0,16         |             |             |
|                                   | Christophe Tavernier       | Divers écologiste      | 57           | 0,15         |             |             |
|                                   | Guillaume Brossollet       | Divers                 | 0            | 0,00         |             |             |
|                                   |                            |                        |              |              |             |             |
| Inscrits                          | Inscrits                   | Inscrits               | 67 565       | 100,00       | 67 362      | 100,00      |
| Abstentions                       | Abstentions                | Abstentions            | 29 904       | 44,26        | 30 691      | 45,56       |
| Votants                           | Votants                    | Votants                | 37 661       | 55,74        | 36 671      | 54,44       |
| Blancs et nuls                    | Blancs et nuls             | Blancs et nuls         | 522          | 1,39         | 869         | 2,37        |
| Exprimés                          | Exprimés                   | Exprimés               | 37 139       | 98,61        | 35 802      | 97,63       |
| Source : Ministère de l'Intérieur |                            |                        |              |              |             |             |

#### Deuxième circonscription (Etampes)
|                                   | Franck Marlin sortant réélu | UMP                  | 28 506 | 54,99  |  |  |
|                                   | Marie-Agnès Labarre         | PS                   | 9 631  | 18,58  |  |  |
|                                   | Béatrice Terres             | UDF–MoDem            | 4 337  | 8,37   |  |  |
|                                   | Michelle Sakoschek          | FN                   | 2 307  | 4,45   |  |  |
|                                   | Laurence Auffret Deme       | PCF                  | 1 832  | 3,53   |  |  |
|                                   | Xavier Guiomar              | Les Verts            | 1 523  | 2,94   |  |  |
|                                   | Corinne Donzaud             | Extrême gauche (LCR) | 1 276  | 2,46   |  |  |
|                                   | Éric Zonta                  | MPF                  | 802    | 1,55   |  |  |
|                                   | Élisabeth Vincetti          | Divers écologiste    | 642    | 1,24   |  |  |
|                                   | Frédéric Castello           | Extrême gauche (LO)  | 343    | 0,66   |  |  |
|                                   | Serge Bathendier            | Divers gauche (MRC)  | 301    | 0,58   |  |  |
|                                   | Philippe Claret             | Extrême gauche (PT)  | 270    | 0,52   |  |  |
|                                   | Jean-Pierre Guerinel        | Divers écologiste    | 70     | 0,14   |  |  |
|                                   |                             |                      |        |        |  |  |
| Inscrits                          | Inscrits                    | Inscrits             | 83 858 | 100,00 |  |  |
| Abstentions                       | Abstentions                 | Abstentions          | 31 366 | 37,40  |  |  |
| Votants                           | Votants                     | Votants              | 52 492 | 62,60  |  |  |
| Blancs et nuls                    | Blancs et nuls              | Blancs et nuls       | 652    | 1,24   |  |  |
| Exprimés                          | Exprimés                    | Exprimés             | 51 840 | 98,76  |  |  |
| Source : Ministère de l'Intérieur |                             |                      |        |        |  |  |

#### Troisième circonscription (Brétigny-sur-Orge)
| Candidat                          | Candidat                        | Parti                  | Premier tour | Premier tour | Second tour | Second tour |
| Candidat                          | Candidat                        | Parti                  | Voix         | %            | Voix        | %           |
| --------------------------------- | ------------------------------- | ---------------------- | ------------ | ------------ | ----------- | ----------- |
|                                   | Geneviève Colot sortante réélue | UMP                    | 25 572       | 44,46        | 29 240      | 54,58       |
|                                   | Brigitte Zins                   | PS                     | 14 291       | 24,85        | 24 336      | 45,42       |
|                                   | Bertrand Julie                  | UDF–MoDem              | 6 977        | 12,13        |             |             |
|                                   | Laurence Bonzani                | Les Verts              | 2 253        | 3,92         |             |             |
|                                   | Philippe Camo                   | PCF                    | 2 248        | 3,91         |             |             |
|                                   | Brigitte Dutey-Harispe          | FN                     | 2 143        | 3,73         |             |             |
|                                   | Christelle Deparpe              | Extrême gauche (LCR)   | 1 509        | 2,62         |             |             |
|                                   | Marie-Christine Phillips        | MPF                    | 952          | 1,66         |             |             |
|                                   | Danièle Samain                  | Divers écologiste (GÉ) | 734          | 1,28         |             |             |
|                                   | Joëlle Venot                    | Extrême gauche (LO)    | 431          | 0,75         |             |             |
|                                   | Michel Cullus                   | Extrême droite (MNR)   | 320          | 0,56         |             |             |
|                                   | Jacob Vladimir Balga            | Divers écologiste      | 86           | 0,15         |             |             |
|                                   |                                 |                        |              |              |             |             |
| Inscrits                          | Inscrits                        | Inscrits               | 93 556       | 100,00       | 93 545      | 100,00      |
| Abstentions                       | Abstentions                     | Abstentions            | 35 313       | 37,75        | 38 420      | 41,07       |
| Votants                           | Votants                         | Votants                | 58 243       | 62,25        | 55 125      | 58,93       |
| Blancs et nuls                    | Blancs et nuls                  | Blancs et nuls         | 727          | 1,25         | 1 549       | 2,81        |
| Exprimés                          | Exprimés                        | Exprimés               | 57 516       | 98,75        | 53 576      | 97,19       |
| Source : Ministère de l'Intérieur |                                 |                        |              |              |             |             |

#### Quatrième circonscription (Longjumeau)
| Candidat                          | Candidat                                   | Parti                | Premier tour | Premier tour | Second tour | Second tour |
| Candidat                          | Candidat                                   | Parti                | Voix         | %            | Voix        | %           |
| --------------------------------- | ------------------------------------------ | -------------------- | ------------ | ------------ | ----------- | ----------- |
|                                   | Nathalie Kosciusko-Morizet sortante réélue | UMP                  | 24 682       | 46,97        | 27 576      | 56,09       |
|                                   | Olivier Thomas                             | PS                   | 13 161       | 25,04        | 21 591      | 43,91       |
|                                   | François Pelletant                         | UDF–MoDem            | 5 842        | 11,12        |             |             |
|                                   | Michèle Loeber                             | Les Verts            | 1 868        | 3,55         |             |             |
|                                   | Monique Le Peutrec                         | PCF                  | 1 554        | 2,96         |             |             |
|                                   | Cyrille Kehl                               | FN                   | 1 553        | 2,96         |             |             |
|                                   | Patrice Wach                               | LCR                  | 1 221        | 2,32         |             |             |
|                                   | Alex Lacombe                               | GÉ                   | 664          | 1,26         |             |             |
|                                   | Patrick Gamache                            | MPF                  | 581          | 1,11         |             |             |
|                                   | Tarik Ben Hiba                             | Extrême gauche (Alt) | 452          | 0,86         |             |             |
|                                   | Olivier Lebreton                           | LO                   | 367          | 0,70         |             |             |
|                                   | Régis Orient                               | MNR                  | 229          | 0,44         |             |             |
|                                   | Alain Veysset                              | PT                   | 182          | 0,35         |             |             |
|                                   | Isabelle Thellier                          | Divers               | 141          | 0,27         |             |             |
|                                   | Philippe Échevin                           | Divers droite        | 53           | 0,10         |             |             |
|                                   |                                            |                      |              |              |             |             |
| Inscrits                          | Inscrits                                   | Inscrits             | 84 628       | 100,00       | 84 637      | 100,00      |
| Abstentions                       | Abstentions                                | Abstentions          | 31 373       | 37,07        | 34 213      | 40,42       |
| Votants                           | Votants                                    | Votants              | 53 255       | 62,93        | 50 424      | 59,58       |
| Blancs et nuls                    | Blancs et nuls                             | Blancs et nuls       | 705          | 1,32         | 1 257       | 2,49        |
| Exprimés                          | Exprimés                                   | Exprimés             | 52 550       | 98,68        | 49 167      | 97,51       |
| Source : Ministère de l'Intérieur |                                            |                      |              |              |             |             |

#### Cinquième circonscription (Les Ulis)
| Candidat       | Candidat                       | Parti          | Premier tour | Premier tour | Second tour | Second tour |  |
| Candidat       | Candidat                       | Parti          | Voix         | %            | Voix        | %           |  |
| -------------- | ------------------------------ | -------------- | ------------ | ------------ | ----------- | ----------- |  |
|                | Pierre Lasbordes sortant réélu | UMP            | 18 045       | 41,78        | 20 216      | 50,25       |  |
|                | Maud Olivier                   | PS             | 10 928       | 25,3         | 20 016      | 49,75       |  |
|                | Dimitri Tchoreloff             | UDF–MoDem      | 5 707        | 13,21        |             |             |  |
|                | Paul Loridant                  | MRC            | 2 751        | 6,37         |             |             |  |
|                | Jean-Vincent Placé             | Les Verts      | 1 715        | 3,97         |             |             |  |
|                | Joëlle Périnet                 | PCF            | 977          | 2,26         |             |             |  |
|                | Pierre Lemaire                 | FN             | 923          | 2,14         |             |             |  |
|                | Béatrice Whitaker              | LCR            | 808          | 1,87         |             |             |  |
|                | Raphaël Garcin                 | LT-LNÉ         | 418          | 0,97         |             |             |  |
|                | Hassan Malek                   | Divers         | 386          | 0,89         |             |             |  |
|                | Thierry Debien                 | GÉ             | 180          | 0,42         |             |             |  |
|                | Didier Paxion                  | LO             | 169          | 0,39         |             |             |  |
|                | Olivier Catrice                | PT             | 96           | 0,22         |             |             |  |
|                | Patrick Dhersin                | Divers         | 85           | 0,2          |             |             |  |
|                |                                |                |              |              |             |             |  |
| Inscrits       | Inscrits                       | Inscrits       | 65 753       | 100,00       | 65 743      | 100,00      |  |
| Abstentions    | Abstentions                    | Abstentions    | 22 174       | 33,72        | 24 540      | 37,33       |  |
| Votants        | Votants                        | Votants        | 43 579       | 66,28        | 41 203      | 62,67       |  |
| Blancs et nuls | Blancs et nuls                 | Blancs et nuls | 391          | 0,9          | 971         | 2,36        |  |
| Exprimés       | Exprimés                       | Exprimés       | 43 188       | 99,1         | 40 232      | 97,64       |  |

#### Sixième circonscription (Massy)
| Candidat       | Candidat                    | Parti          | Premier tour | Premier tour | Second tour | Second tour |  |
| Candidat       | Candidat                    | Parti          | Voix         | %            | Voix        | %           |  |
| -------------- | --------------------------- | -------------- | ------------ | ------------ | ----------- | ----------- |  |
|                | Véronique Carantois         | UMP            | 17 906       | 39,59        | 20 615      | 47,36       |  |
|                | François Lamy sortant réélu | PS             | 15 409       | 34,07        | 22 913      | 52,64       |  |
|                | Cédric Morgantini           | UDF–MoDem      | 5 153        | 11,39        |             |             |  |
|                | Serge Guichard              | PCF            | 2 199        | 4,86         |             |             |  |
|                | Jacqueline Met              | FN             | 1 561        | 3,45         |             |             |  |
|                | Claudine Bourhis            | Les Verts      | 1 453        | 3,21         |             |             |  |
|                | Louis Lauretti              | LT-LNÉ         | 484          | 1,07         |             |             |  |
|                | Sylvie Lironcourt           | LO             | 388          | 0,86         |             |             |  |
|                | Marie Nicoise               | MNR            | 322          | 0,71         |             |             |  |
|                | Alain Renard                | PT             | 199          | 0,44         |             |             |  |
|                | Jean-Michel Jacquemin       | Divers         | 155          | 0,34         |             |             |  |
|                |                             |                |              |              |             |             |  |
| Inscrits       | Inscrits                    | Inscrits       | 73 040       | 100,00       | 73 040      | 100,00      |  |
| Abstentions    | Abstentions                 | Abstentions    | 27 247       | 37,3         | 28 369      | 38,84       |  |
| Votants        | Votants                     | Votants        | 45 793       | 62,7         | 44 671      | 61,16       |  |
| Blancs et nuls | Blancs et nuls              | Blancs et nuls | 564          | 1,23         | 1 143       | 2,56        |  |
| Exprimés       | Exprimés                    | Exprimés       | 45 229       | 98,77        | 43 528      | 97,44       |  |

#### Septième circonscription (Savigny-sur-Orge)
| Candidat       | Candidat                     | Parti          | Premier tour | Premier tour | Second tour | Second tour |  |
| Candidat       | Candidat                     | Parti          | Voix         | %            | Voix        | %           |  |
| -------------- | ---------------------------- | -------------- | ------------ | ------------ | ----------- | ----------- |  |
|                | Jean Marsaudon sortant réélu | UMP            | 18 647       | 44,6         | 20 523      | 52,04       |  |
|                | Simone Mathieu               | PS             | 12 176       | 29,12        | 18 917      | 47,96       |  |
|                | Catherine Granier-Bompard    | UDF–MoDem      | 4 096        | 9,8          |             |             |  |
|                | Francois-Xavier Dordain      | FN             | 1 736        | 4,15         |             |             |  |
|                | Evelyne Damm                 | Les Verts      | 1 245        | 2,98         |             |             |  |
|                | Michèle Plottu               | PCF            | 1 119        | 2,68         |             |             |  |
|                | Michel Lopes                 | LCR            | 891          | 2,13         |             |             |  |
|                | Katayoun Etminani            | SÉGA           | 463          | 1,11         |             |             |  |
|                | Patrick Mignon               | MPF            | 440          | 1,05         |             |             |  |
|                | Didier Thomas                | GÉ             | 435          | 1,04         |             |             |  |
|                | Thierry Auriat               | MNR            | 257          | 0,61         |             |             |  |
|                | Giovanni Azzalin             | LO             | 250          | 0,6          |             |             |  |
|                | Isabelle Dardare             | Divers         | 59           | 0,14         |             |             |  |
|                |                              |                |              |              |             |             |  |
| Inscrits       | Inscrits                     | Inscrits       | 71 879       | 100,00       | 71 880      | 100,00      |  |
| Abstentions    | Abstentions                  | Abstentions    | 29 527       | 41,08        | 31 428      | 43,72       |  |
| Votants        | Votants                      | Votants        | 42 352       | 58,92        | 40 452      | 56,28       |  |
| Blancs et nuls | Blancs et nuls               | Blancs et nuls | 538          | 1,27         | 1 012       | 2,5         |  |
| Exprimés       | Exprimés                     | Exprimés       | 41 814       | 98,73        | 39 440      | 97,5        |  |

#### Huitième circonscription (Yerres)
|                | Nicolas Dupont-Aignan sortant réélu | Divers droite (Maj. prés.) | 25 306 | 57,38  |  |  |  |
|                | Véronique Hache-Aguilar             | PS                         | 9 726  | 22,05  |  |  |  |
|                | Dominique Virano                    | UDF–MoDem                  | 3 072  | 6,97   |  |  |  |
|                | Joëlle Surat                        | PCF                        | 1 472  | 3,34   |  |  |  |
|                | Michel Saint-Cérin                  | FN                         | 1 400  | 3,17   |  |  |  |
|                | Ghislaine Degrave                   | Les Verts                  | 1 325  | 3      |  |  |  |
|                | Yens Ulrici                         | LCR                        | 1 150  | 2,61   |  |  |  |
|                | Monique Leborgne                    | LO                         | 310    | 0,7    |  |  |  |
|                | Jocelyne Selva                      | PT                         | 227    | 0,51   |  |  |  |
|                | Monique Malivert                    | Divers                     | 115    | 0,26   |  |  |  |
|                |                                     |                            |        |        |  |  |  |
| Inscrits       | Inscrits                            | Inscrits                   | 73 380 | 100,00 |  |  |  |
| Abstentions    | Abstentions                         | Abstentions                | 28 836 | 39,3   |  |  |  |
| Votants        | Votants                             | Votants                    | 44 544 | 60,7   |  |  |  |
| Blancs et nuls | Blancs et nuls                      | Blancs et nuls             | 441    | 0,99   |  |  |  |
| Exprimés       | Exprimés                            | Exprimés                   | 44 103 | 99,01  |  |  |  |

#### Neuvième circonscription (Draveil)
| Candidat       | Candidat                   | Parti          | Premier tour | Premier tour | Second tour | Second tour |  |
| Candidat       | Candidat                   | Parti          | Voix         | %            | Voix        | %           |  |
| -------------- | -------------------------- | -------------- | ------------ | ------------ | ----------- | ----------- |  |
|                | Georges Tron sortant réélu | UMP            | 21 770       | 48,86        | 23 391      | 55,78       |  |
|                | Thierry Mandon             | PS             | 11 653       | 26,15        | 18 542      | 44,22       |  |
|                | Caroline Chevasson         | UDF–MoDem      | 4 224        | 9,48         |             |             |  |
|                | Michel Gruber              | Les Verts      | 1 831        | 4,11         |             |             |  |
|                | Liliane Ressicaud          | FN             | 1 522        | 3,42         |             |             |  |
|                | Jérôme Bonnard             | LCR            | 1 073        | 2,41         |             |             |  |
|                | Amar Henni                 | PCF            | 1 070        | 2,4          |             |             |  |
|                | Philippe Steens            | MPF            | 414          | 0,93         |             |             |  |
|                | Olivier Delafraye          | diss. PCF      | 333          | 0,75         |             |             |  |
|                | Roland Jo                  | LO             | 224          | 0,5          |             |             |  |
|                | Maitena Montet             | PRG            | 187          | 0,42         |             |             |  |
|                | Pierre Guillermain         | MNR            | 183          | 0,41         |             |             |  |
|                | Danielle Lantz             | Divers         | 76           | 0,17         |             |             |  |
|                |                            |                |              |              |             |             |  |
| Inscrits       | Inscrits                   | Inscrits       | 74 164       | 100,00       | 74 159      | 100,00      |  |
| Abstentions    | Abstentions                | Abstentions    | 29 114       | 39,26        | 31 297      | 42,2        |  |
| Votants        | Votants                    | Votants        | 45 050       | 60,74        | 42 862      | 57,8        |  |
| Blancs et nuls | Blancs et nuls             | Blancs et nuls | 490          | 1,09         | 929         | 2,17        |  |
| Exprimés       | Exprimés                   | Exprimés       | 44 560       | 98,91        | 41 933      | 97,83       |  |

#### Dixième circonscription (Sainte-Geneviève-des-Bois)
| Candidat       | Candidat                  | Parti          | Premier tour | Premier tour | Second tour | Second tour |  |
| Candidat       | Candidat                  | Parti          | Voix         | %            | Voix        | %           |  |
| -------------- | ------------------------- | -------------- | ------------ | ------------ | ----------- | ----------- |  |
|                | Laurence Gaudin           | UMP            | 12 475       | 36,12        | 15 819      | 46,52       |  |
|                | Julien Dray sortant réélu | PS             | 11 350       | 32,86        | 18 183      | 53,48       |  |
|                | Patrick Bardon            | PCF            | 3 495        | 10,12        |             |             |  |
|                | Jean-Bernard Mirabeau     | UDF–MoDem      | 2 454        | 7,11         |             |             |  |
|                | Michel de Rostolan        | FN             | 1 403        | 4,06         |             |             |  |
|                | Amandine Thiriet          | Les Verts      | 953          | 2,76         |             |             |  |
|                | Michele Federak           | LCR            | 665          | 1,93         |             |             |  |
|                | Danielle Ramage           | MPF            | 630          | 1,82         |             |             |  |
|                | Miron Cusa                | MHAN           | 303          | 0,88         |             |             |  |
|                | Roger Routin              | MNR            | 241          | 0,7          |             |             |  |
|                | Fatima Khobeizi           | Divers         | 199          | 0,58         |             |             |  |
|                | Patrice Ciuti             | LO             | 191          | 0,55         |             |             |  |
|                | ChristianLefevre          | PT             | 131          | 0,38         |             |             |  |
|                | Clément Poullet           | Divers         | 47           | 0,14         |             |             |  |
|                |                           |                |              |              |             |             |  |
| Inscrits       | Inscrits                  | Inscrits       | 60 771       | 100,00       | 60 771      | 100,00      |  |
| Abstentions    | Abstentions               | Abstentions    | 25 746       | 42,37        | 25 873      | 42,57       |  |
| Votants        | Votants                   | Votants        | 35 025       | 57,63        | 34 898      | 57,43       |  |
| Blancs et nuls | Blancs et nuls            | Blancs et nuls | 488          | 1,39         | 896         | 2,57        |  |
| Exprimés       | Exprimés                  | Exprimés       | 34 537       | 98,61        | 34 002      | 97,43       |  |